# Artère thyroïdienne supérieure
Pour les articles homonymes, voir artère thyroïdienne et ATS.
L'artère thyroïdienne supérieure est une artère systémique paire du cou. Elle vascularise la glande thyroïde, les muscles infra-hyoïdiens, la partie moyenne du muscle sterno-cléido-mastoïdien,  l’épiglotte, les muscles et la muqueuse du larynx.

## Origine
L'artère thyroïdienne supérieure naît au tout début de l'artère carotide externe en dessous de la grande corne de l'os hyoïde, au niveau du bord supérieur du cartilage thyroïde et très près de l'artère carotide primitive. Elle nait parfois d'un tronc commun avec l'artère linguale. Son calibre dépend de celui de la glande thyroïde et de celui des autres artères thyroïdiennes.

## Trajet
L'artère thyroïdienne supérieure se dirige d'abord en avant et en dedans accompagné par le nerf laryngé supérieur. Au bout d'un centimètre environ, elle se coude à angle droit pour pénétrer dans le larynx et se diriger vers le bas pour venir surplomber l'extrémité supérieure de la glande thyroïde.

## Terminaison
L'artère thyroïdienne supérieure s'achève en se divisant en trois branches terminales : les rameaux glandulaires antérieur, latéral et postérieur. Ces rameaux s'anastomosent avec les rameaux terminaux de l'artère thyroïdienne supérieure controlatérale et de l'artère thyroïdienne inférieure homolatérale.
Le rameau glandulaire antérieur se dirige vers l'isthme thyroïdien et vascularise la partie antérieure de la thyroïde.
Le rameau glandulaire postérieur descend à l'arrière du lobe thyroïdien et vascularise la partie postérieure e la thyroïde.
Le rameau glandulaire latéral vascularise la partie latérale de la thyroïde.

## Branches collatérales

### Le rameau infrahyoïdien de l'artère thyroïdienne supérieure
Le rameau infrahyoïdien de l'artère thyroïdienne supérieure est une petite branche qui suit le bord inférieur de l'os hyoïde sous le muscle thyro-hyoïdien. Il vascularise les muscles infra-hyoïdiens.

### Le rameau sterno-cléido-mastoïdien de l'artère thyroïdienne supérieure
Le rameau sterno-cléido-mastoïdien naît de la partie supérieure de l'artère thyroïdienne, se dirige transversalement en dehors en passant devant la carotide primitive et va pénétrer et vasculariser la partie moyenne du muscle sterno-cléido-mastoïdien par sa face profonde.

### L'artère laryngée supérieure
L'artère laryngée supérieure nait à l'angle formé par l'artère thyroïdienne. Elle se dirige transversalement sous le muscle thyro-hyoïdien, traverse la membrane thyro-hyoïdienne dans sa partie moyenne et se divise en rameaux ascendants vascularisant les deux faces de l'épiglotte et en rameaux descendants vascularisant les muscles intrinsèques du larynx et la muqueuse du larynx,.

### Le rameau crico-thyroïdien de l'artère thyroïdienne supérieure
Le rameau crico-thyroïdien nait du rameau glandulaire antérieur de l'artère thyroïdienne supérieure. Il passe transversalement devant la membrane crico-thyroïdienne pour s'anastomoser avec le même rameau controlatéral et vasculariser les muscles et la muqueuse du larynx.

## Rapports
L'artère thyroïdienne supérieure est recouverte dans sa partie supérieure horizontale par la peau et le muscle platysma. 
Dans sa partie descendante,elle est recouverte par les muscles omo-hyoïdien et sterno-thyroïdien et par ses côtés postérieur et interne, elle repose sur le pharynx.

## Aspect clinique
En chirurgie, il est important de ligaturer l'artère en cas de travail sur la thyroïde ou le larynx pour éviter un saignement en cas de section accidentelle.

## Galerie

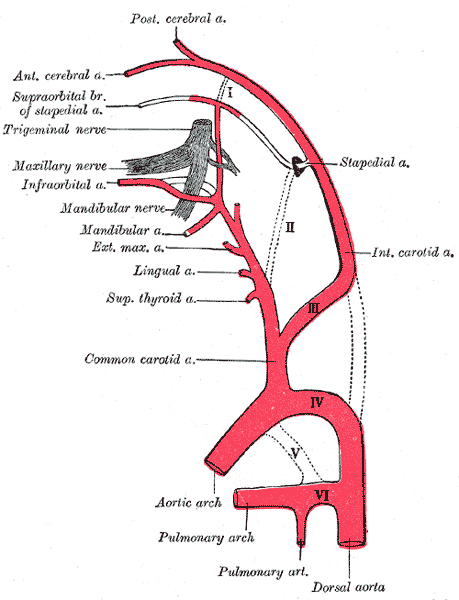
Diagramme montrant les principales branches des artères carotides.
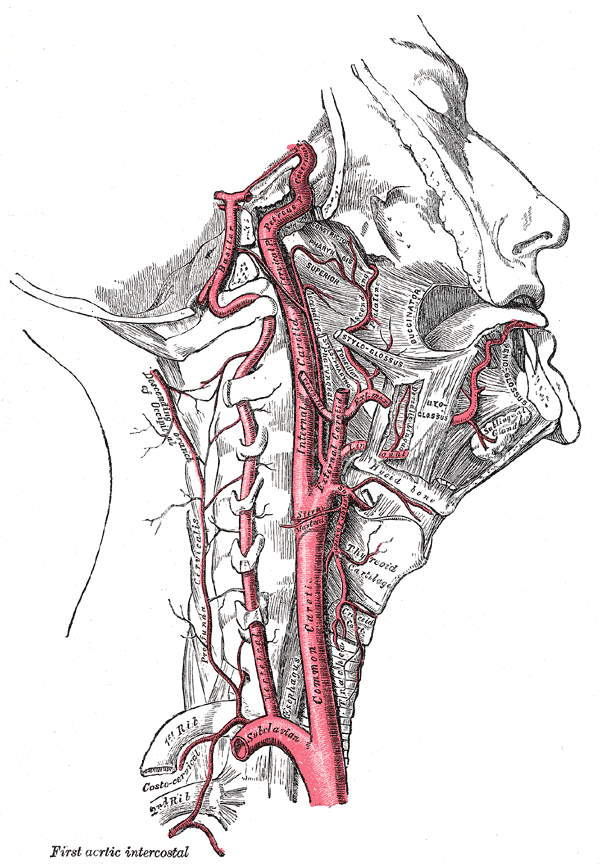
La carotide interne et les artères vertébrales. L'artère thyroïdienne supérieure est visible au centre.
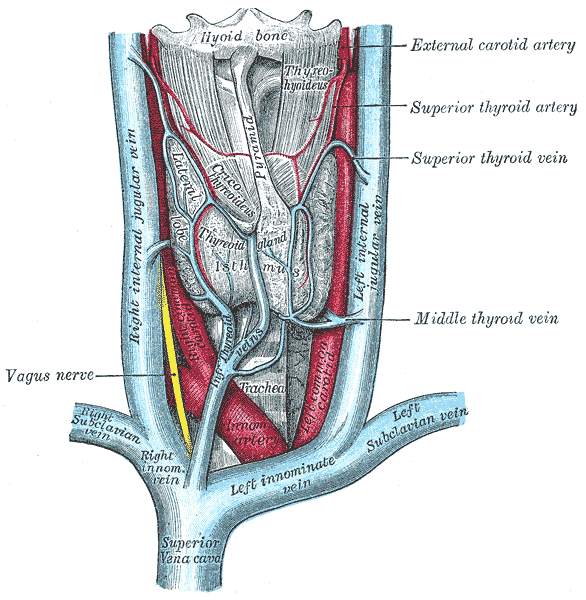
La glande thyroïde et ses rapports.

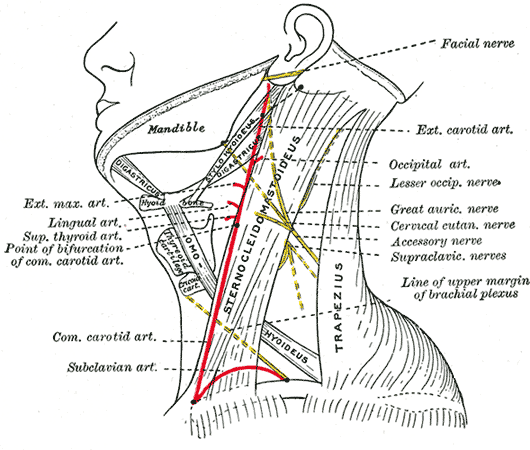
Vue latérale du cou et ses repères.
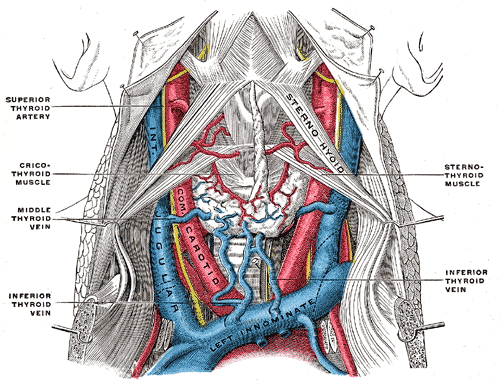